# Röhrenhof (Rettenbach)
Der Weiler Röhrenhof ist ein Ortsteil der Gemeinde Rettenbach im Oberpfälzer Landkreis Cham in Bayern.

## Lage
Der Weiler liegt ca. 1,7 km westlich von Rettenbach. 500 m westlich verläuft der Höllbach. Hier liegt auch das Naturschutzgebiet Hölle mit dem Höllbachtal.

## Geschichte
In Röhrenhof wird ohne weitere Angaben ein Eisenhammer genannt. 1820 gehörte Röhrenhof zur Ruralgemeinde Brennberg.